# Oakdale (Tennessee)
Oakdale è un comune degli Stati Uniti d'America, situato nello Stato del Tennessee, nella Contea di Morgan.